# طابية رشيد

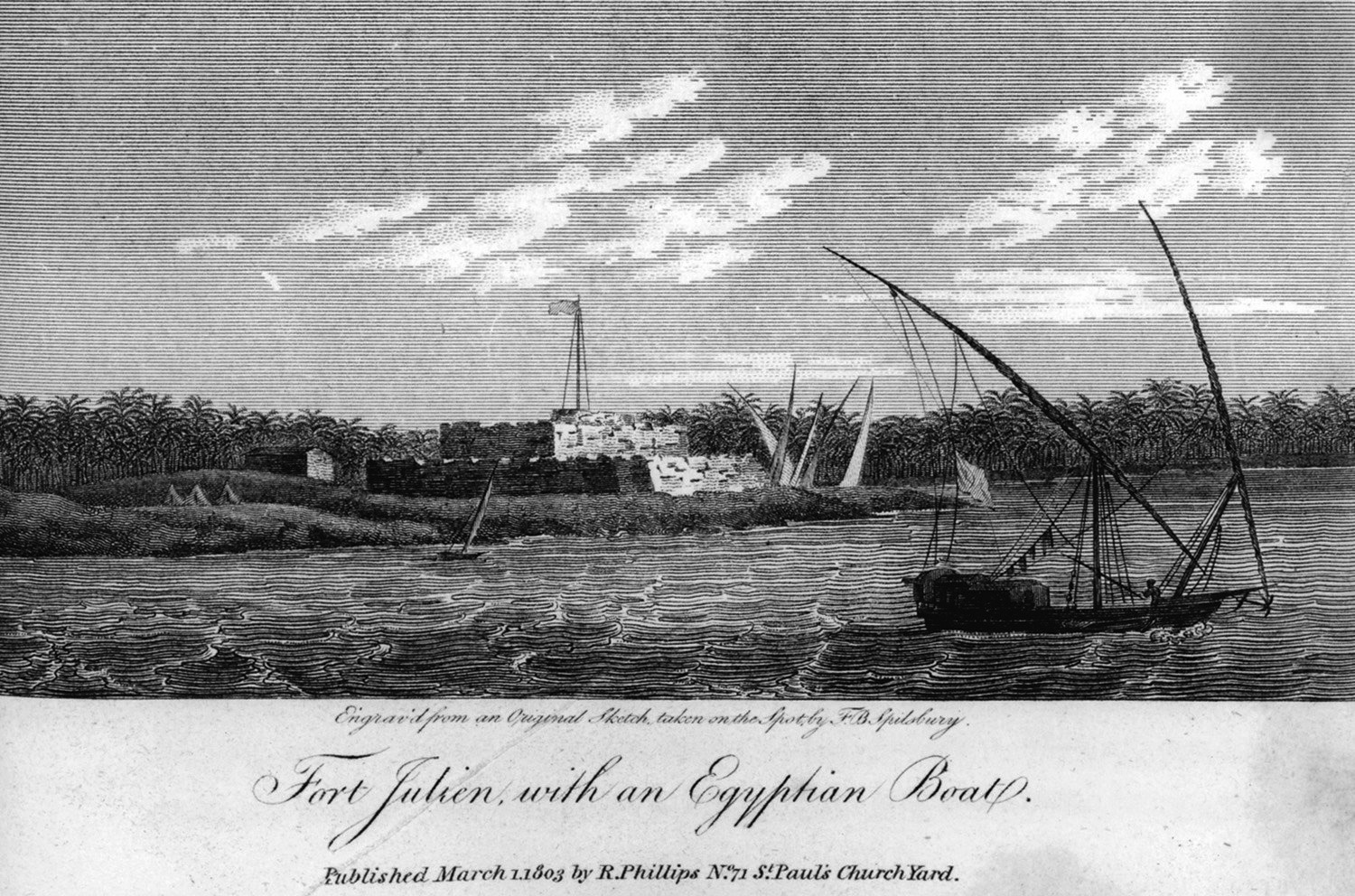
طابية رشيد سنة 1803

طابية رشيد، وتعرف في المصادر الغربية باسم حصن جوليان (بالفرنسية: Fort Julien)‏ هي حصن على الضفة الغربية لفرع رشيد على بُعد كيلومترين من مدينة رشيد.

## تاريخ الطابية
أنشأ الطابية السلطان المملوكي الأشرف قايتباي في القرن الخامس عشر الميلادي، ثم احتلها الفرنسيون أثناء حملتهم على مصر في 19 يوليو 1799، بعد أيام معدودة من معركة أبي قير، وأطلقوا عليها اسم «قلعة جوليان» نسبة إلى توما بروسبير جوليان، أحد مساعدي نابليون الميدانيين. وفي سنة 1801، احتلت القلعة قوة مشتركة عثمانية بريطانية بعد حصار قصير تخلله قصف بالمدفعية.

## اكتشاف حجر رشيد
عقب استيلاء الفرنسيين على الطابية، وأثناء ترميمهم تحصيناتها، اكتشفت القوة العسكرية القائمة على الترميم بقيادة الملازم بوشار حجر رشيد داخل الطابية. ويرجح أن القائمين على بناء الطابية في زمن المماليك كانوا قد جلبوه من مكان آخر (يحتمل أنه معبد سايس) واستخدموه في بناء القلعة.

## أهميتها العسكرية
كانت طابية رشيد (قلعة جوليان) حلقة وصل هامة في خط الدفاع الفرنسي عن الطريق المؤدي إلى القاهرة، وكانت تعترض الطريق من البحر إلى نهر النيل، وكانت السفن الفرنسية المسلحة بالمدافع تجوب النيل قرب الطابية، مانعة الوصول إلى مصب النهر. وعندما هبط البريطانيون في خليج أبي قير في 1 مارس 1801، كان تعداد حنود حامية الطابية حوالي 300 جندي، هم مجموعة من قدامى المحاربين والجنود غير الصالحين للقتال مدعمين بالمدفعية وبعض جنود المشاة. وفي 8 أبريل، توجه البريطانيون إلى رشيد بصحبة قوة عسكرية عثمانية كبيرة، وحاصروا الطابية بفوج المشاة الثاني تحت قيادة اللورد دالهوسي، إلى جانب حوالي ألف جندي عثماني.
تمكنت السفن الحربية البريطانية من دفع السفن الفرنسية إلى التقهقر، مما مكن السفن البريطانية والعثمانية من دخول النهر. وفي 16 أبريل، كانت استعدادت المدفعية البريطانية قد اكتملت، فبدأ القصف، الذي تركز على الركن الجنوبي الغربي من الطابية، فانهار قسم من أسوارها في 18 أبريل، كاشفًا الحامية الفرنسية أمام نيران العثمانيين. وفي الحادية عشرة من صباح يوم 19 أبريل، استسلم من تبقى من جنود الحامية الفرنسية، وكان عددهم 264 فردًا، وصار الطريق مفتوحًا أمام الأسطولين البريطاني والعثماني إلى النيل. وقد خسر الفرنسيون في هذه المعركة 41 جنديًا بين قتيل وجريح، بينما لم يخسر البريطانيون إلا ضابطًا واحدًا برتبة ملازم وجنديين.